# No Mercy
A No Mercy 1995-ben alakult német eredetű, de amerikai tagokból álló popegyüttes. A trió producere Frank Farian volt, tagjai a bronxi Marty Cintron, valamint Ariel és Gabriel Hernández, egy testvérpár Miamiból. Legismertebb daluk az 1996-ban megjelent "Where Do You Go".

## Történetük
Az együttes pályafutása 1995-ben indult, amikor a három fiatal kiadta az Everything but the Girl együttes "Missing" című dalának saját változatát. A triót Frank Farian karolta fel, akihez a kor számos híres (és botrányok övezte) együttese, zenei előadója volt köthető. A No Mercy első nagylemeze 1996. október 21-én jelent meg My Promise címmel (az Egyesült Államokban – ahol egy héttel később, október 29-én került piacra – nem ezen a címen, hanem egyszerűen az együttes neve alatt, No Mercy-ként), a címet a zenekar szerződött kiadója, a Hansa Records választotta. Ausztráliában a lemez kétszeres platina minősítést szerzett, Ausztriában, Belgiumban, Hollandiában és Svájcban pedig felkerült a legjobb öt album közé. Ezen a lemezen kapott helyet az együttes legnagyobb slágere, a "Where Do You Go" (amely a La Bouche azonos című dalának feldolgozása – a La Bouche-nak szintén Farian volt a producere), valamint egy másik slágerlistás daluk, a "When I Die", ezeket pedig a "Please Don't Go" és a "Kiss You All Over" (az Exile együttes 1978-as dalának feldolgozása) követte.
Második albumuk 1998. október 12-én debütált More címmel, ezen olyan kislemezek szerepeltek, mint a "Hello How Are You", a Boston slágerének, a "More Than a Feeling"-nek a feldolgozása, vagy a "Tu Amor". Ez az album már elmaradt az első sikereitől, de még így is sikeresnek volt mondható Németországban, Ausztriában és Svájcban.
2002-ben egy kislemezt adtak ki a népszerű gitáros Al Di Meola közreműködésével ("Don't Let Me Be Misunderstood"), amely készülő harmadik albumukat vetítette előre, azonban a kiadó végül egy másik előadó, a gitáros-énekes Daniel Lopes debütáló albuma mellett tette le a voksát, és a dalt is az ő számára dolgozták át. A No Mercy harmadik nagylemeze végül 2007. október 10-én jelent meg Day By Day címmel, új kiadó égisze alatt, azonban slágerlistára már sehol nem került fel. 2011. december 16-án Stan Kolev előadóval közösen jelent meg "Shed My Skin" című kislemezük.

## Diszkográfia

### Nagylemezek
- My Promise (az Egyesült Államokban No Mercy címmel jelent meg; 1996. október 21.)
- More (1998. október 12.)
- Greatest Hits (válogatásalbum; 2007. március 2.)
- Day by Day (2007. október 10.)

### Kislemezek
- Missing (1995)
- Where Do You Go (1996)
- When I Die (1996)
- Please Don't Go (1997)
- Kiss You All Over (1997)
- Hello How Are You (1998)
- Tu Amor (1998)
- More Than a Feeling (1999)
- Morena (2000)
- Where Is the Love (2000)
- Don't Let Me Be Misunderstood (2002; közr. Al Di Meola)
- Shed My Skin (2011; közr. Stan Kolev)
- Day by Day 2015 (2015)

## Fordítás
- Ez a szócikk részben vagy egészben  a   No Mercy (pop band) című angol Wikipédia-szócikk ezen változatának fordításán alapul.  Az eredeti cikk szerkesztőit annak laptörténete sorolja fel. Ez a jelzés csupán a megfogalmazás eredetét és a szerzői jogokat jelzi, nem szolgál a cikkben szereplő információk forrásmegjelöléseként.